# تداخل العلاقات

تداخل العلاقات (بالإنجليزية: Intertwingularity)‏ هو مصطلح صاغه ثيودور نيلسون للتعبير عن تعقيد العلاقات المتبادلة في المعرفة البشرية.
كتب نيلسون في كتاب "حاسوب ليب/حلم الآلات": «كل شيء متشابك إلى حد كبير، بمعنى هام لا توجد»مواضيع «على الإطلاق هناك فقط كل المعرفة، ونظرًا لأن الروابط المتبادلة بين عدد لا يحصى من الموضوعات في هذا العالم لا يمكن تقسيمها بدقة.»
أضاف التعليق التالي في الطبعة المنقحة: «عادة ما تكون الهياكل الهرمية والتسلسلية وخاصة الشعبية منذ جوتنبرج قسرية ومصطنعة. لا يتم الاعتراف بالتداخل بين اللغات بشكل عام، حيث يستمر الناس في التظاهر بأنهم يستطيعون جعل الأمور هرمية وقابلة للتصنيف والتسلسل عندما لا يستطيعون.»
يرتبط التداخل اللغوي بصياغة نيلسون لمصطلح النص الفائق المستوحى جزئيًا من «كما قد نظن» (1945) بواسطة فانيفار بوش.

## التأثير
يناقش بيتر مورفيل وهو شخصية مؤثرة في هندسة المعلومات التداخل في بعض كتبه، ففي كتاب «العثور على البيئة المحيطة» فصل «ما نعثر عليه من تغييرات (2005)» يستخدم مورفيل مفهوم التداخل اللغوي لوصف تجربة استخدام النص الفائق على الويب والبدء في استخدام أجهزة الحاسوب المضمنة في الأشياء اليومية التي يطلق عليها والمعروفة أيضًا باسم الحوسبة السائدة، ونشر كتابًا في عام 2014 بعنوان متداخل: المعلومات تغير كل شيء حول تداخل الكون.
كتب ديفيد واينبرجر عن التداخل اللغوي في كتاب "كل شيء متنوع" فصل "قوة الاضطراب الرقمي الجديد" في عام 2008 موضحًا أن توفير معرفات فريدة للعناصر يساعد على تمكين التداخل.
تم الاحتفال بمفهوم الترابط في مؤتمر "تداخل العلاقات Intertwingled: عمل وتأثير تيد نلسون" في 14 أبريل 2014 في جامعة تشابمان. نشر المنظمون كتابًا بعنوان "تداخل العلاقات Intertwingled: عمل وتأثير تيد نيلسون" في عام 2015 مع مقالات حول عمل نيلسون وإرثه، وقال دوغلاس ديكو أحد منظمي المؤتمر ومحرري للكتاب: "في الستينات رأى عالماً من الشبكات المترابطة – المتشابكة إن صحت – وثائق حيث تكون جميع معارف العالم قادرة على التفاعل والاختلاط... وكان أول أو من بين أول الناس الذين لديهم هذه الفكرة..

## الروابط الخارجية
- السماء الزرقاء: متنوعة جيمي زاوينسكي
- بشكل متشابك - تمت تسمية مدونة Sam Ruby لهذا المفهوم